# Liste der Monuments historiques in Saint-Baslemont
Die Liste der Monuments historiques in Saint-Baslemont führt die Monuments historiques in der französischen Gemeinde Saint-Baslemont auf.

## Liste der Immobilien
| Bezeichnung                | Beschreibung                    | Standort              | Kennzeichnung | Schutzstatus | Datum | Bild           |
| -------------------------- | ------------------------------- | --------------------- | ------------- | ------------ | ----- | -------------- |
| Château de Saint-Baslemont | aus dem 16. und 17. Jahrhundert | Rue du Château (Lage) | PA00107273    | Inscrit      | 1937  | weitere Bilder |

## Liste der Objekte
| Bezeichnung                  | Beschreibung                           | Standort                              | Kennzeichnung | Schutzstatus | Datum | Bild |
| ---------------------------- | -------------------------------------- | ------------------------------------- | ------------- | ------------ | ----- | ---- |
| Skulptur Johannes der Täufer | Stein, farbig gefasst, 14. Jahrhundert | in der Kirche St-Jean-Baptiste (Lage) | PM88000840    | Classé       | 1964  |      |
| Retabel                      | Stein, 16. Jahrhundert                 | in der Kirche St-Jean-Baptiste (Lage) | PM88000839    | Classé       | 1939  |      |